# إرنست فورد
إرنست فورد (بالإنجليزية: Ernest Ford)‏ (23 يوليو 1855 في المملكة المتحدة - 19 يونيو 1900 في المملكة المتحدة) هو لاعب كريكت بريطاني (وحمل سابقاً جنسية المملكة المتحدة لبريطانيا العظمى وأيرلندا). لعب مع نادي مقاطعة غلوستر للكريكت ‏.

## وصلات خارجية
- إرنست فورد على موقع إي آس بي آن كريك إنفو (الإنجليزية)